# Macarorchestia roffensis
Macarorchestia roffensis is een vlokreeftensoort uit de familie van de Talitridae. De wetenschappelijke naam van de soort is voor het eerst geldig gepubliceerd in 1969 door Wildish.